# أم الهناء
أم الهناء بنت القاضي أبي محمد عبد الحق بن عطية، شاعرة وأديبة عربية أندلسية، ولها مؤلفات عن القبور.

## من شعرها
لمّا تولى أبوها قضاء ألمرية واضطر إلى الانتقال من مدينة قرطبة إليها، رأته أم الهناء وعيناه تدمعان لمفارقة وطنه فأنشدته قائلة: